# Mimastrosoma lateralis
Mimastrosoma lateralis là một loài bọ cánh cứng trong họ Chrysomelidae. Loài này được Medvedev miêu tả khoa học năm 2004.